# Louis Dupire
Louis Dupire, né à Ploërmel en Bretagne le 5 décembre 1887 et mort le 19 juin 1942 à Montréal, est un journaliste québécois féru de botanique. Il est aussi connu sous de nombreux pseudonymes : Paul Anger, Louis Breton, Jacques Cœur, Le Grincheux, Nemo, Nessus, Pascal, Sans-Quartier. Il est un des instigateurs  avec le Frère Marie Victorin du Jardin botanique de Montréal  en 1931.

## Biographie
Louis Dupire n'a que trois ans quand ses parents quittent la France et migrent pour les États-Unis.
 
En 1912, il s'installe au Canada et bien qu'ayant songé à poursuivre des études médicales, il s'oriente vers le journalisme. Il entre au journal Le Devoir en 1912 et y restera trente ans ; conjointement, il travaille aussi avec d'autres journaux.
Il se marie avec Yvonne d'Estimauville, le 4 mai 1914. De leur union naîtront six enfants : Bernard, Marie, Thérèse, Jean, Jacques et Pierre.
Il était très impliqué auprès plusieurs œuvres de charité et hôpitaux. Il militait également en faveur du logement salubre et était plus généralement un défenseur acharné des Canadiens-Français. Passionné par la botanique, il était responsable de la rubrique des Cercles des Jeunes Naturalistes dans le journal Le Devoir.
Il appuie et encourage le Frère Marie-Victorin qui veut fonder un parc botanique à Montréal.
Il décède en juin 1942, victime d’un œdème pulmonaire.
Il est le grand-père du comédien québécois Serge Dupire.